# Desmond Penigar
Desmond Penigar (nacido el 16 de julio de 1981 en Upland, California) es un exjugador de baloncesto estadounidense. Con 2,01 metros de estatura, jugaba en la posición de ala-pívot.

## Trayectoria deportiva

### Universidad
Jugó durante dos temporadas con los Aggies de la Universidad Estatal de Utah, en las que promedió 16,4 puntos y 6,8 rebotes por partido. En ambas temporadas fue incluido en el mejor quinteto de la Big West Conference, liderando en la primera de ellas la conferencia en puntos y rebotes, y siendo elegido en la segunda como MVP del campaonato.

### Profesional
Tras no ser elegido en el Draft de la NBA de 2003, fichó por los Asheville Altitude de la NBA D-League, donde jugó una temporada en la que promedió 19,6 puntos y 6,4 rebotes por partido, proclamándose campeón de liga y siendo elegido Rookie del Año e incluido en el Mejor quinteto de la liga tras liderar la misma en anotación.
Mediada esa temporada firmó un contrato por 10 días con los Orlando Magic de la NBA, que renovó posteriormente por 10 días más. Disputó 10 partidos, en los que promedió 3,2 puntos y 2,4 rebotes.
En 2004 fichó por los Changwon LG Sakers de la liga de Corea, y al año siguiente por el EWE Baskets Oldenburg de la Bundesliga, donde en su única temporada completa promedió 16,5 puntos y 6,7 rebotes por partido.
En 2009 fichó por el BSC Raiffeisen Panthers Fürstenfeld de la liga austriaca, donde jugó una temporada en la que promedió 19,1 puntos y 8,1 rebotes por partido. En 2011 se marchó a jugar al Byblos Club de la liga libanesa, donde en una temporada promedió 28,3 puntos y 12,0 rebotes por partido, siendo el máximo anotador y reboteador de la competición.
En 2012 fichó por el Al Kuwait S.C., con los que ganó la Kuwait Federation Cup, y al año siguiente por el Al-Hilal saudí, equipo al que pertenece en la actualidad.

## Estadísticas de su carrera en la NBA

### Temporada regular
| Temporada | Edad | Equipo        | Liga | Pos. | P  | TIT | MIN | TC  | TCA | %TC  | 3P  | 3PA | %3P | 2P  | 2PA | %2P  | TL  | TLA | %TL   | R.OF. | R.DEF. | REB | ASIS | ROB | TAP | PER | FP  | PTS |
| 2003-04   | 22   | Orlando Magic | NBA  | PF   | 10 | 0   | 8.9 | 1.4 | 2.8 | .500 | 0.0 | 0.0 |     | 1.4 | 2.8 | .500 | 0.4 | 0.4 | 1.000 | 0.6   | 1.8    | 2.4 | 0.3  | 0.2 | 0.2 | 0.6 | 1.4 | 3.2 |
| Total     |      |               | NBA  |      | 10 | 0   | 8.9 | 1.4 | 2.8 | .500 | 0.0 | 0.0 |     | 1.4 | 2.8 | .500 | 0.4 | 0.4 | 1.000 | 0.6   | 1.8    | 2.4 | 0.3  | 0.2 | 0.2 | 0.6 | 1.4 | 3.2 |